# Эрнандес Мартинес, Лиаэна
Лиаэна Эрнандес Мартинес (исп. Liaena Hernández Martínez; род. в 1990) — кубинская политическая деятельница, бывшая самым молодым депутатом Национальной ассамблеи Кубы. 
Дочь военнослужащего, сама проходила добровольную службу в женском пограничном патруле близ военной базы США в Гуанатанамо. Была избрана в парламент от близлежащего Мануэль-Тамеса.
Во время открытия Национальной ассамблеи Кубы после парламентских выборов 2008 года, «восемнадцатилетняя законодательница Лиаэна Эрнандес Мартинес прочитала клятву, в которой каждый депутат нового созыва выразил свою верность стране, а также готовность соблюдать и обеспечивать соблюдение законов и всех юридических норм». После выборов Эрнандес заявила: «Наша главная цель — подготовиться к выполнению нашей миссии».